# FIA Formula Two Championship (2009–2012)
För det som kördes mellan 1967 och 1984, se Formel 2-EM.
FIA Formula Two Championship var en formelbilsserie som kördes åren 2009-2012. Serien startades av den före detta Formel 1-föraren Jonathan Palmer. Bilarna konstruerades av Williams F1 och motorerna kom från Audi. Serien fungerade som ett billigt formelbilsalternativ precis som, Palmers brittiska mästerskap, Formula Palmer Audi.

## Historia
Serien som ursprungligen var tänkt att köras fem säsonger, kom att omfatta fyra säsonger med sexton deltävlingar per säsong fördelat på åtta banor, med undantag för säsongen 2010 där man lade till en gatlopp i Marrakech i Marocko. Varje tävlingshelg kördes 2x30 minuter fri träning följt av 2x30 minuter kval samt två race av varierande längd beroende på bana. Grundtanken med serien var att förarna skulle kunna utveckla sin talang genom att tävla på lika villkor med samma material. Nackdelen med serien var att alla bilarna ägdes av ett och samma team, MotorSport Vision, som skötte om samtliga bilar. Det gjorde att förarna inte fick erfarenhet av att arbeta ihop med ett riktigt team och en egen ingenjör, vilket är av stor väsentlighet om förarna kommer upp i högre klasser som GP2 och Formel 1. Det i kombination med rädslan för minskat förarintresse inför det som skulle varit sista säsongen var enligt Palmer huvudorsakerna till att serien lades ner i förtid. FIA och MotorSport Vision hade från början ett femårskontrakt men var vid nedläggantet rörande överens att det var ett rätt beslut. Varken Palmer eller FIA är främmande för att F2 kan återuppstå i framtiden. Ett krav är dock att det blir en serie med flera stall.

## Bilen
Bilen konstruerades och sattes samman av Williams Grand Prix Engineering Limited , där Patrick Head var chef för projektet, med Audi som motorleverantör och växellåda från Hewland Engineering. Bilen visades för första gången upp på Brands Hatch 2 mars 2009 för ett stort pressuppbåd.
Under seriens första säsong ansågs bilen vara för långsam, Williams JPH1 F2 ansågs till och med en aning långsammare än International Formula Master på vissa banor. Till 2010 ändrade man på detta och uppgraderade bland annat drivlina och aerodynamikpaketet på bilen som fick beteckningen JPH1B F2.Bilen uppgraderades löpande ända fram till sista säsongen.

## Dödsolyckan på Brands Hatch
Första säsongen drabbades av en dödsolycka. 19 juli 2009 körde Jack Clarke, i det andra racet in i en skyddsbarriär på Brands Hatch, vilket ledde till att ett hjul med tillhörande hjulupphängning lossnade på bilen. Hjulet flög iväg och studsade först i banan för att sedan träffa Henry Surtees hjälm. Surtees slogs medvetslös och fördes till sjukhus i London där han senare dödförklarades.

## Svensk i Formel 2
Säsongen 2009 körde svenske Sebastian Hohenthal en full säsong i Formel 2.

## Säsonger
| År   | Mästare          | Tvåa                | Trea                |
| ---- | ---------------- | ------------------- | ------------------- |
| 2009 | Andy Soucek      | Robert Wickens      | Mikhail Aleshin     |
| 2010 | Dean Stoneman    | Jolyon Palmer       | Sergei Afanasiev    |
| 2011 | Mirko Bortolotti | Christopher Zanella | Ramón Piñeiro       |
| 2012 | Luciano Bacheta  | Matheo Tuscher      | Christopher Zanella |